# Biriatu
Biriatu (en euskera: Biriatu; en francés: Biriatou) es una localidad y comuna francesa, situada en el departamento de Pirineos Atlánticos en la región de Nueva Aquitania y en el territorio histórico vascofrancés de Labourd.

## Geografía
La comuna limita al norte y al este con Urruña, siendo frontera con España al sur y oeste, lindando con los municipios de Irún y de Vera de Bidasoa.
En Biriatu se encuentra el paso fronterizo de la autopista francesa A-63 hacia España, enlazando con la autopista del Cantábrico.

## Heráldica
Cortado: 1.º, partido: I, en campo de oro, un león rampante, de gules, que tiene en su garra derecha un dardo de gules, puesto en barra y punta arriba; medio partido de azur, con una flor de lis de oro, y II, en campo de gules, una rosa de los vientos, de plata, de dieciséis puntas, ocho de oro y sable, alternando con ocho de oro, y flecha de azur, puesta en barra, punta abajo, y 2.º, en campo de azur, cuatro trangles de plata, y brochante sobre el jefe, un salmón de su color natural.

## Demografía
| Gráfica de evolución demográfica de Biriatou entre 1800 y 2012 |
|                                                                |

Fuentes: Ldh/EHESS/Cassini e INSEE.